# Henk van Laar

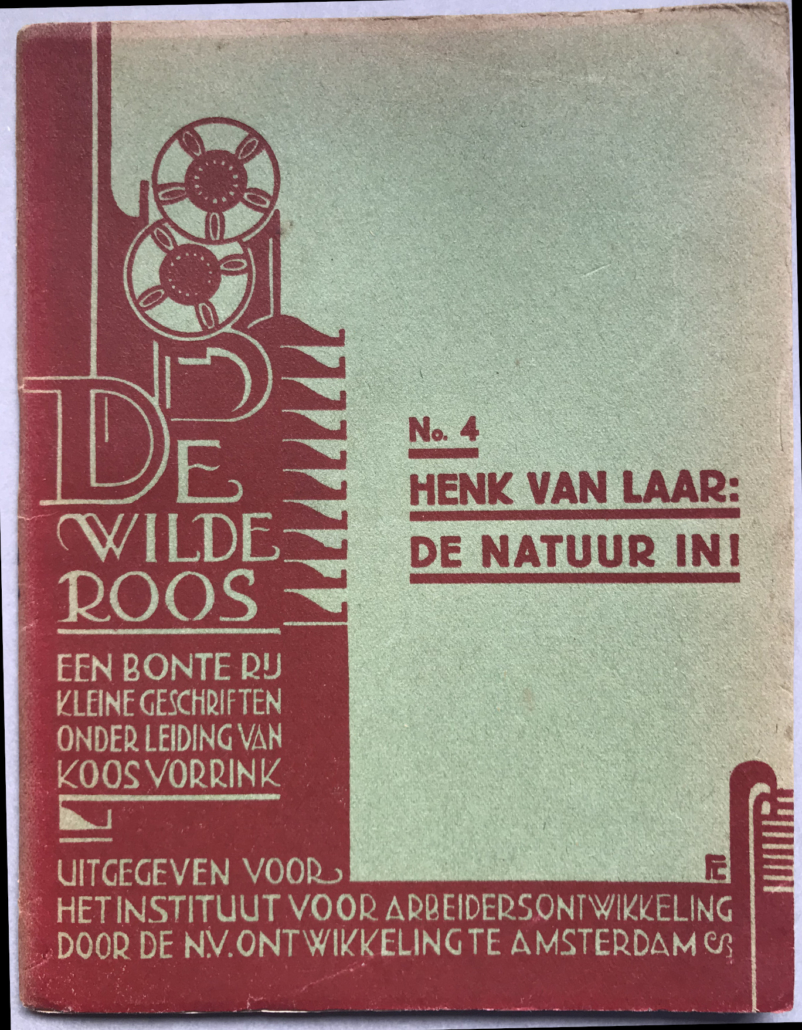
Henk van Laar: De natuur in!, boekje uit eind jaren twintig voor het Instituut voor Arbeidersontwikkeling

Hendrik "Henk" van Laar (Amsterdam, 5 februari 1898 – aldaar, 2 december 1955) was een Nederlandse onderwijzer, sociaaldemocraat, natuuronderzoeker, publicist en radiomaker.

## Levensloop
Henk van Laar (pseudoniemen Crataegus, Das) was de zoon van Rijnke Leonard van Laar, sleepbootkapitein, en Jacomina Aleida Wolters. Hij huwde op 21 december 1922 met Johanna Wilhelmina Polling en kreeg met haar twee dochters en een zoon. Hij scheidde op 17 maart 1937 maar hertrouwde op 13 oktober 1938 met Ida Maria Lambermont, met wie hij vier dochters en twee zoons kreeg.
In Middelburg volgde hij vanaf 1913 de Rijkskweekschool voor Onderwijzers en haalde in 1917 zijn akte. Hij gaf aan verschillende scholen les en studeerde ook verder, klassieke talen en biologie. Hij was actief in tal van maatschappelijke organisaties, veelal van socialistische snit en schreef vele publicaties, vaak over natuur.
Van Laar werd in 1955 door een beroerte getroffen, die hem deels verlamde en het spreken onmogelijk maakte.

## Maatschappelijke activiteiten

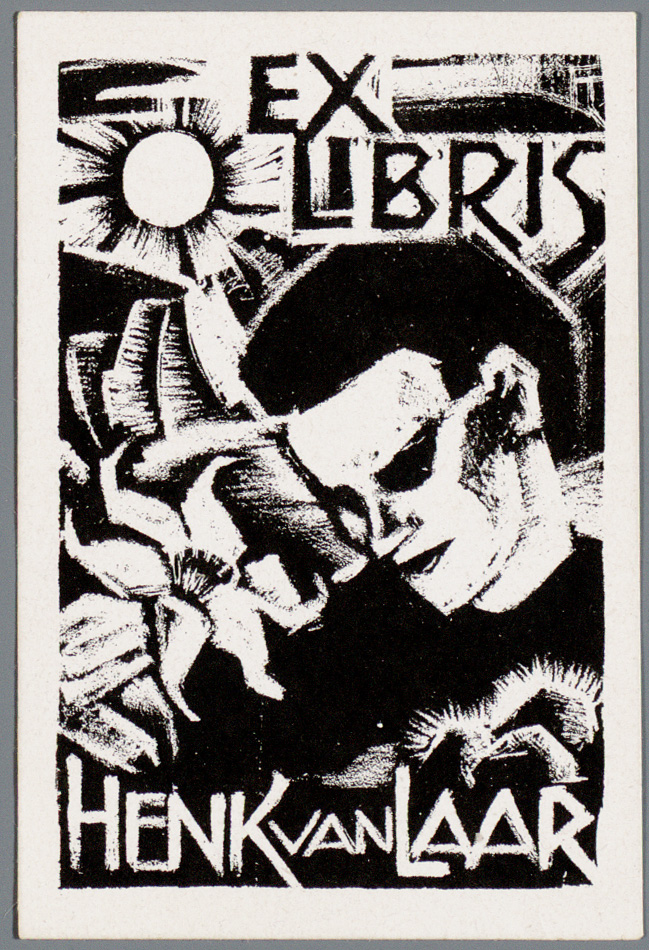
Ex libris (1931) door Fré Cohen

Van Laar sloot zich aan bij verschillende jeugdorganisaties, de Kweekelingen Geheelonthoudersbond (KGOB) en de Arbeiders Jeugd Centrale (AJC). Hij had grote belangstelling voor de vrije natuur en schreef hierover onder meer in de De Meidoorn, Natuurhistories Blad voor buitenvrienden, bedoeld voor wandelaars, kampeerders en natuurliefhebbers. Bij de onderwerpskeuze probeerde hij zoveel mogelijk aan te sluiten bij de belangstelling van arbeiders. Hij schreef over dicht bij huis gelegen onderwerpen uit de geologie en archeologie, vogels en vissen. Andere bladen waarin hij schreef waren bijvoorbeeld Het Jonge Volk, Opgang, De Wiekslag, De Kern, Het Volk, Wij, De Boekenmolen, De Verbruiker en De Toorts (van het Instituut voor Arbeidersontwikkeling).
Hij richtte te Amsterdam het Natuurhistorisch Museum 'De Pinksterblom' op, en stond aan de basis van op de Paasheuvel in Vierhouten gelegen heemtuin Heimanshof. Daarnaast organiseerde hij wandeltochten. Een belangrijke rol vervulde Van Laar bij de VARA-radio, waar hij lezingen gaf, het VARA-kinderkoor De Roodborstjes dirigeerde en begeleidde, en de rubriek 'Vragen staat Vrij' verzorgde.
Zijn opvattingen over de verhouding tussen politiek en natuur beschreef hij in in de brochure De Natuur in! (Amsterdam 1927). Volgens hem ging het er om de band 'tussen natuur en arbeidersmassa te herstellen' door opvoeding van de arbeiders. Hij keerde zich fel regen het kapitalisme, dat zijns inziens bijdroeg aan de natuurvernieling.
Gedurende de Tweede Wereldoorlog was Van Laar actief in het verzet. In 1944 botste de auto waarin hij zat tegen een tankversperring, wat leidde tot zwaar hoofdletsel. Van Laar was ook betrokken bij de Vrijwillige Burgerwachten en de Vereniging Amsterdamse Vrijwillige Politie, waar hij leidinggevende posities vervulde. Daarnaast was hij actief in de illegale pers. Tussen mei 1944 en mei 1945 werkte hij mee aan het verzetsblad Vrije gedachten, dat vooral aandacht besteedde aan partijvorming en terugkeer van de SDAP. Hier werkte Van Laar samen met Guus Trestorff, Evert Vermeer, Wim Rengelink en anderen.
Zijn liefde voor de natuur en heemkunde leidde in 1941 tot een (kortstondig) lidmaatschap van het Comité voor Heemkunde Amsterdam en in 1945 tot betrokkenheid bij de Gemeentelijke Commissie Heemkennis. Van Laar was de eerste hoofdredacteur van het vanaf 1949 verschijnende maandblad Ons Amsterdam. Hij stond aan de wieg van de in september 1949 opgerichte Heemkenniskring Ons Amsterdam. Mede vanwege dat laatste vernoemde Amsterdam in 2017 een brug naar hem.
In de discussie over de toekomst van de 'rode familie' na de opheffing van de SDAP pleitte Van Laar ervoor dat bepaalde taken beter door het Humanistisch Verbond konden worden verricht, hetgeen in die kringen een omstreden standpunt was.